# Buprestis adjecta
Buprestis adjecta är en skalbaggsart som först beskrevs av Leconte 1854.  Buprestis adjecta ingår i släktet Buprestis och familjen praktbaggar. Inga underarter finns listade i Catalogue of Life.